# MBN 뉴스투데이
MBN 뉴스투데이는 대한민국에서 평일 오전 9시~11시에 텔레비전으로 방송하는 MBN의 평일 오전 시간대 뉴스 프로그램이다.